# Зец (филм из 1975)
„Зец” је југословенски ТВ филм из 1975. године. Режирао га је Бранко Иванда а сценарио је написао Мирослав Фелдман

## Улоге
| Глумац             | Улога                        |
| ------------------ | ---------------------------- |
| Ивица Видовић      | Фрајхер Хајнрих фон Дорингер |
| Свен Ласта         | Генерал Мајор фон Валдштатен |
| Џевад Алибеговић   | Арпад, старији заставник     |
| Славко Бранков     | Топник Кадић                 |
| Миљенко Брлечић    | Десетник / Иван Кузман       |
| Влатко Дулић       | Топник Слемесек              |
| Шпиро Губерина     | Франц                        |
| Фрањо Јурчец       | Топник Раногајец             |
| Љубо Капор         | Десетник Тит                 |
| Миодраг Кривокапић | Котроманић                   |
| Зоран Покупец      | Телефонист                   |
| Тихомир Поланец    | Топник Харамуштек            |
| Бранко Супек       | Топник Мајченовић            |
| Душко Валентић     | Вранка                       |
| Круно Валентић     | Десетник домобран Хирцел     |